# Enispa oligochra
Enispa oligochra là một loài bướm đêm trong họ Noctuidae.